# Tabil
Tabil , tabel, ou tawabel (en árabe: تابل) es una mezcla de especias argelinas y tunecinas que generalmente consiste en semillas de cilantro molidas, semillas de alcaravea, polvo de ajo y chile en polvo. También se pueden incluir otros ingredientes, como polvo de flor de rosa, comino, menta, laurel, clavo o cúrcuma. El término también puede referirse al cilantro por sí mismo.
Este es un polvo que las mujeres tradicionalmente preparan en casa durante el verano y en grandes cantidades, para cubrir las necesidades de la familia durante todo el año. En el sentido literal del término, la palabra tabel significa, en el dialecto magrebí, "cilantro". Sin embargo, varios ingredientes están incluidos en la composición del polvo de tabel y las proporciones son específicas para cada familia.
El cilantro, la alcaravea, el ajo seco, la cebolla seca y el pimiento picante se encuentran típicamente. Se pueden agregar otros ingredientes, siempre siguiendo las tradiciones del cocinero, como el comino, la hoja de laurel, los clavos, la menta, la rosa seca en polvo, la sal o la cúrcuma.
En Argelia, el tabil se usa ampliamente para la preparación de chakchouka y kaldi.